# Losenpass
Losenpass är ett bergspass i Österrike.   Det ligger i distriktet Bregenz och förbundslandet Vorarlberg, i den västra delen av landet, 500 km väster om huvudstaden Wien. Losenpass ligger 1 139 meter över havet.
Terrängen runt Losenpass är kuperad åt nordost, men åt sydväst är den bergig. Losenpass ligger uppe på en höjd. Runt Losenpass är det ganska tätbefolkat, med 166 invånare per kvadratkilometer.. Närmaste större samhälle är Dornbirn, 5,2 km väster om Losenpass. 
I omgivningarna runt Losenpass växer i huvudsak blandskog.